# Thlaspidula riedeli
Thlaspidula riedeli es una especie de insecto coleóptero de la familia Chrysomelidae.
Fue descrita científicamente en 2001 por Borowiec & Swietojanska.